# Parataxonomie
La parataxonomie ou parataxinomie désigne initialement la première classification empirique qui remonte aux chasseurs-cueilleurs du Paléolithique qui décrivaient les plantes et les regroupaient en se basant sur des concepts descriptifs tels leurs usages potentiels, leurs allures générales, leurs écologies.
Le terme a évolué vers deux acceptions différentes: 
- science concernant l'étude et la classification des restes d'un organisme non attribuables à une espèce ou un genre connus. Ce parataxon est une unité taxonomique déterminée par les éléments squelettiques d'un organisme à corps mou, de ses productions biologiques (œufs, coprolithes...) ou des traces de ses activités fossilisées (pas, bioturbation étudiés par la paléoichnologie). Les parataxons représentent des espèces ou des genres potentiellement artificiels[2]. Au sein de la paratoxonomie, on distingue par exemple l'ichnotaxinomie étudiant les empreintes de pas, et l'ootaxonomie étudiant les œufs fossilisés.
- pratique d'étude et de recherche des paratoxonomistes. Les parataxonomistes sont des personnes n'ayant pas de formation scientifique mais employées comme assistant de recherche sur le terrain et éventuellement dans le cadre d'un dispositif de type « science citoyenne ».

## Concept

### Étymologie
Le terme de parataxonomie est formé à partir du radical taxonomie, assorti du préfixe en grec ancien παρά, pará « à côté de ». Selon Yves Basset (2004), ce mot est la version francophone du néologisme anglais  parataxonomist inventé par des naturalistes anglo-saxons devant inventorier les invertébrés de forêts tropicales américaines.

### Histoire du concept
Ce terme a été inventé par Dr. Daniel Janzen et Dr. Winnie Hallwachs à la fin des années 1980,. Ces deux chercheurs ont décrit par le terme « parataxonomists » leurs accompagnateurs locaux travaillant pour l'Institut national de la Biodiversité du Costa Rica (INBio), par analogie avec le mot anglais paramedic (quelqu'un qui peut opérer de manière autonome, sans avoir de diplôme universitaire spécialisé, mais avec au moins une petite formation médicale).

## Parataxonomiste

### Rôle et fonctions
Du fait de leur rôle de soutien aux équipes de chercheurs, les parataxonomistes ne requièrent qu'une formation minimale, voire aucune, suivant la spécificité et la difficulté de la tâche attendue. Ainsi, ce sont souvent des membres de populations locales, des écovolontaires, ou bien des étudiants n'ayant pas fini leur formation dans le champ de recherche ciblé. Le terme décrit une personne qui collecte des spécimens pour des études écologiques ainsi que les informations de base sur un spécimen tel qu'il est collecté sur le terrain. Les informations qu'ils collectent incluent par exemple la date, le lieu (latitude/longitude), le nom du collectionneur, l'espèce si elle est connue, et chaque spécimen se voit attribuer un code unique.
Le recours à des parataxonomistes est fréquent en zone tropicale, où l'inventaire de la biodiversité peut-être compliqué par sa grande diversité et la difficulté inhérente aux écosystèmes tropicaux. C'est un mode émergeant de travail.

### Formation
Les parataxonomistes bénéficient généralement d'une formation initiale, puis d'éléments de formation continue. Toutefois, certains programmes, comme le programme Feederwatch du Cornell Lab of Ornithology, s'abstiennent délibérément de toute formation et misent plutôt sur l'effet du nombre des observations, corrigé par les statisticiens.
Parfois, ils sont formés de manière plus approfondie, avec par exemple un programme de parataxonomistes à l'INBio, selon Janzen et al. 1993). Il existe un centre de formation spécialisée en Papouasie-Nouvelle-Guinée. Ils peuvent alors utiliser ordinateurs portables, binoculaires ou microscopes, appareils photos numériques, et contribuer à prédéterminer et faire un premier classement des échantillons,.

### OutilsNTIC
Dans le domaine émergent dit des NBIC – à la croisée des nanotechnologies (N), des biotechnologies (B), de l'informatique (I) et des sciences cognitives (C) –, la géolocalisation, la démocratisation et la simplification des outils autrefois réservés aux experts permettent l'apparition de nouveaux moyens d'aide à la reconnaissance d'espèces et de constitution de bases de données géoréférencées, par exemple sous forme d'applications pour smartphones permettant à la fois l'inventaire naturaliste in situ, sa visualisation et sa structuration, potentiellement en lien avec le local comme avec le Global Biodiversity Information Facility (GBif), utilisable dans les sciences citoyennes par les parataxonomistes, dans les régions où ces outils sont déjà adaptés aux besoins. Il est possible que des puces capables de reconnaître l'ADN de plantes, microbes ou animaux puissent être bientôt disponibles à bas prix.